# Hệ thống Liên Hợp Quốc

Cờ biểu trưng của Liên Hợp Quốc

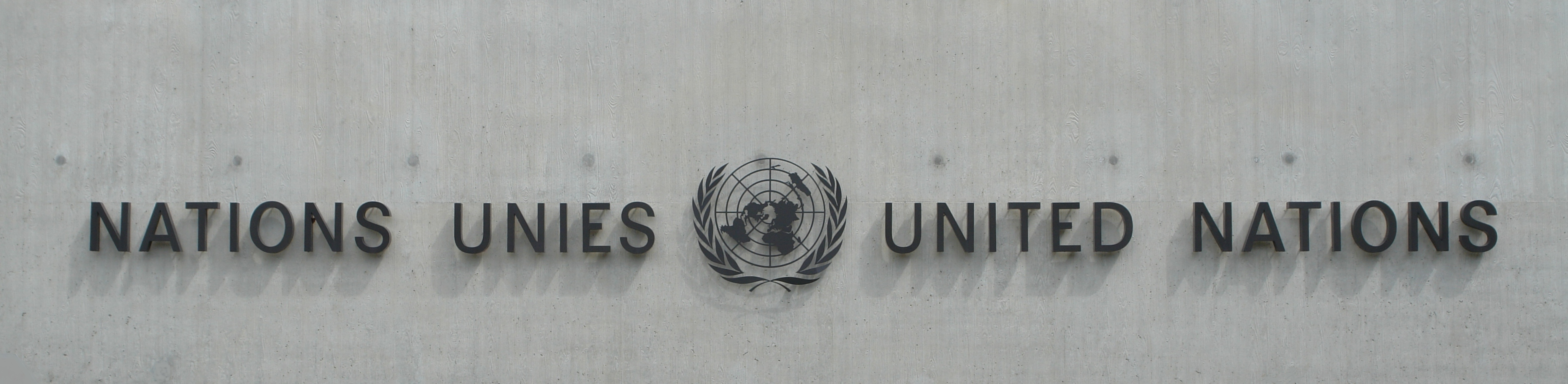

Hệ thống Liên Hợp Quốc (tiếng Anh: United Nations System) bao gồm sáu cơ quan chính của Liên Hợp Quốc (Đại hội đồng, Hội đồng Bảo an, Hội đồng Kinh tế và Xã hội (ECOSOC), Hội đồng Quản thác, Tòa án Công lý Quốc tế (ICJ) và Ban Thư ký Liên Hợp Quốc), các cơ quan chuyên môn và các tổ chức liên quan. Hệ thống Liên Hợp Quốc bao gồm các cơ quan trực thuộc như các quỹ và chương trình được quản lý riêng biệt, các viện nghiên cứu và đào tạo, và các thực thể trực thuộc khác. Một số tổ chức này có từ trước khi Liên Hợp Quốc được thành lập vào năm 1945 và được kế thừa sau khi Hội Quốc Liên giải thể.
Những người đứng đầu điều hành của một số tổ chức thuộc Hệ thống Liên Hợp Quốc, và Tổ chức Thương mại Thế giới, vốn không chính thức là một phần của Hệ thống Liên Hợp Quốc, có ghế trong Hội đồng Điều phối Tổng Giám đốc Điều hành Hệ thống Liên Hợp Quốc (United Nations System Chief Executives' Board for Coordination - CEB). Cơ quan này, do Tổng Thư ký Liên Hợp Quốc làm chủ tịch, họp hai lần một năm để điều phối công việc của các tổ chức thuộc Hệ thống Liên Hợp Quốc.

## Sáu cơ quan chính
Bản thân Liên hợp quốc có sáu cơ quan chính được thành lập theo Hiến chương Liên hợp quốc:

### Đại hội đồng
Đại hội đồng Liên Hợp Quốc (United Nations General Assembly - UNGA/GA)  bao gồm tất cả các quốc gia thành viên Liên Hợp Quốc và họp thường kỳ mỗi năm một lần dưới sự chủ trì của một chủ tịch được bầu trong số các đại biểu. Quyền hạn của Đại hội đồng bao gồm giám sát ngân sách của Liên Hợp Quốc, bổ nhiệm các thành viên không thường trực vào Hội đồng Bảo an, tiếp nhận báo cáo từ các cơ quan khác của Liên Hợp Quốc và đưa ra các khuyến nghị dưới dạng Nghị quyết của Đại hội đồng. Đại hội đồng cũng đã thành lập một số lượng lớn các cơ quan trực thuộc.

### Hội đồng Bảo an
Hội đồng Bảo an Liên Hợp Quốc (United Nations Security Council  - UNSC) ichịu trách nhiệm duy trì hòa bình và an ninh quốc tế. Quyền hạn của Hội đồng, được nêu trong Hiến chương Liên Hợp Quốc, bao gồm việc thành lập các hoạt động gìn giữ hòa bình, thiết lập các lệnh trừng phạt quốc tế và cho phép hành động quân sự. Quyền hạn của Hội đồng được thực hiện thông qua các Nghị quyết của Hội đồng Bảo an Liên Hợp Quốc.
Hội đồng Bảo an đã tổ chức phiên họp đầu tiên vào ngày 17 tháng 1 năm 1946 tại Church House, Westminster, London. Kể từ kỳ họp đầu tiên, Hội đồng Bảo an, vốn hoạt động theo chế độ họp liên tục, đã đi khắp nơi, tổ chức các cuộc họp tại nhiều thành phố, chẳng hạn như Paris và Addis Ababa, cũng như trụ sở thường trực hiện tại tại Trụ sở Liên Hợp Quốc ở Thành phố New York.
Hội đồng Bảo an có 15 thành viên, bao gồm năm thành viên thường trực có quyền phủ quyết (Trung Quốc, Pháp, Nga, Vương quốc Anh và Mỹ) và 10 thành viên không thường trực được bầu với nhiệm kỳ hai năm. Cơ cấu cơ bản này được quy định tại Chương V của Hiến chương Liên Hợp Quốc. Các thành viên Hội đồng Bảo an phải luôn có mặt tại trụ sở Liên Hợp Quốc ở New York để Hội đồng Bảo an có thể họp bất cứ lúc nào.

### Hội đồng Kinh tế và Xã hội
Hội đồng Kinh tế và Xã hội Liên Hợp Quốc (United Nations Economic and Social Council - ECOSOC) chịu trách nhiệm điều phối công việc kinh tế, xã hội và các công việc liên quan của 15 cơ quan chuyên môn của Liên Hợp Quốc, các ủy ban chức năng và năm ủy ban khu vực. ECOSOC có 54 thành viên; hội đồng tổ chức kỳ họp bốn tuần mỗi năm vào tháng 7. Từ năm 1998, Ủy ban cũng tổ chức một cuộc họp vào tháng 4 hàng năm với sự tham gia của các bộ trưởng tài chính đứng đầu các ủy ban chủ chốt của Ngân hàng Thế giới và Quỹ Tiền tệ Quốc tế (IMF). ECOSOC đóng vai trò là diễn đàn trung tâm để thảo luận về các vấn đề kinh tế và xã hội quốc tế, đồng thời xây dựng các khuyến nghị chính sách gửi tới các quốc gia thành viên và Hệ thống Liên Hợp Quốc.

### Ban Thư ký
Ban Thư ký Liên Hợp Quốc do Tổng Thư ký Liên Hợp Quốc đứng đầu, với sự hỗ trợ của đội ngũ công chức quốc tế trên toàn thế giới. Ban Thư ký cung cấp các nghiên cứu, thông tin và cơ sở vật chất cần thiết cho các cơ quan Liên Hợp Quốc trong các cuộc họp. Ban Thư ký cũng thực hiện các nhiệm vụ theo chỉ đạo của Hội đồng Bảo an Liên Hợp Quốc, Đại hội đồng Liên Hợp Quốc, Hội đồng Kinh tế và Xã hội Liên Hợp Quốc và các cơ quan khác của Liên Hợp Quốc. Hiến chương Liên Hợp Quốc quy định rằng nhân viên phải được lựa chọn dựa trên "các tiêu chuẩn cao nhất về hiệu quả, năng lực và tính chính trực", đồng thời lưu ý đến tầm quan trọng của việc tuyển dụng trên phạm vi địa lý rộng lớn.
Hiến chương quy định rằng nhân viên không được tìm kiếm hoặc nhận chỉ thị từ bất kỳ cơ quan nào khác ngoài Liên Hợp Quốc. Mỗi quốc gia thành viên Liên Hợp Quốc được yêu cầu tôn trọng tính chất quốc tế của Ban Thư ký và không tìm cách gây ảnh hưởng đến nhân viên của mình. Chỉ có Tổng Thư ký chịu trách nhiệm tuyển chọn nhân viên.
- Văn phòng Cao ủy Nhân quyền Liên Hợp Quốc (OHCHR)
- Văn phòng Liên Hợp Quốc về Ma túy và Tội phạm (UNODC)
- Văn phòng Dịch vụ Giám sát Nội bộ Liên Hợp Quốc (UN-OIOS)
- Văn phòng Liên Hợp Quốc về Giảm thiểu Rủi ro Thiên tai (UNDRR, trước đây là UNISDR)

### Tòa án Công lý Quốc tế
Tòa án Công lý Quốc tế là cơ quan tư pháp chính của Liên Hợp Quốc. Tòa án đặt trụ sở tại Cung điện Hòa bình ở The Hague, Hà Lan. Chức năng chính của Tòa án là giải quyết các tranh chấp pháp lý do các quốc gia đệ trình lên và đưa ra ý kiến tư vấn về các vấn đề pháp lý do các cơ quan, tổ chức quốc tế được ủy quyền hợp lệ và Đại hội đồng Liên Hợp Quốc đệ trình.

### Hội đồng Ủy thác
Hội đồng Ủy thác Liên Hợp Quốc, một trong những cơ quan chính của Liên Hợp Quốc, được thành lập nhằm đảm bảo các lãnh thổ ủy thác được quản lý vì lợi ích tốt nhất của cư dân và hòa bình, an ninh quốc tế. Các lãnh thổ ủy thác – phần lớn là các lãnh thổ ủy trị trước đây của Hội Quốc Liên hoặc các lãnh thổ được lấy từ các quốc gia bại trận vào cuối Chiến tranh Thế giới thứ hai – hiện nay đều đã giành được quyền tự trị hoặc độc lập, hoặc là các quốc gia riêng biệt hoặc bằng cách gia nhập các quốc gia độc lập lân cận. Quốc gia gần đây nhất là Palau, trước đây là một phần của Lãnh thổ Ủy thác Quần đảo Thái Bình Dương, đã trở thành quốc gia thành viên của Liên Hợp Quốc vào tháng 12 năm 1994.

## Quỹ và chương trình, viện nghiên cứu và đào tạo, và các cơ quan khác
Các quỹ và chương trình, viện nghiên cứu và đào tạo, và các cơ quan trực thuộc được quản lý riêng biệt, là các cơ quan trực thuộc tự trị của Liên Hợp Quốc.

### Quỹ và chương trình
Trong suốt lịch sử của mình, Đại hội đồng Liên Hợp Quốc đã thành lập một số chương trình và quỹ để giải quyết các vấn đề nhân đạo và phát triển cụ thể. Các chương trình này được tài trợ thông qua các khoản đóng góp tự nguyện thay vì đóng góp định kỳ. Các cơ quan này thường báo cáo lên Đại hội đồng thông qua một ban điều hành. Chỉ có một chương trình của Liên Hợp Quốc từng bị đóng cửa trong lịch sử của tổ chức, đó là Cơ quan Cứu trợ và Phục hồi Liên Hợp Quốc (UNRRA), cơ quan này đã ngừng hoạt động vào năm 1959 và sau đó được thay thế bởi UNHCR.
Mỗi quỹ và chương trình đều do một giám đốc điều hành cấp phó tổng thư ký đứng đầu và được điều hành bởi một ban điều hành. Một quỹ cũ, Quỹ Phát triển Phụ nữ Liên Hợp Quốc (UNIFEM), đã được sáp nhập với các thành phần khác của Hệ thống Liên Hợp Quốc thành một tổ chức mới, UN Women, vào tháng 1 năm 2011.
| Từ viết tắt | Tên                                   | Trụ sở            | Lãnh đạo             | Thành lập | Bình luận         |
| ----------- | ------------------------------------- | ----------------- | -------------------- | --------- | ----------------- |
| UNDP        | Chương trình Phát triển Liên Hợp Quốc | New York City, Mỹ | Achim Steiner        | 1965      |                   |
| UNICEF      | Quỹ Nhi đồng Liên Hợp Quốc            | New York City, Mỹ | Catherine M. Russell | 1946      |                   |
| UNCDF       | Quỹ phát triển vốn Liên Hợp Quốc      | New York City, Mỹ | Marc Bichler         | 1966      | Liên kết với UNDP |
| WFP         | Chương trình Lương thực Thế giới      | Rome, Italy       | Cindy McCain         | 1963      |                   |
| UNEP        | Chương trình Môi trường Liên Hợp Quốc | Nairobi, Kenya    | Inger Andersen       | 1972      |                   |
| UNFPA       | Quỹ Dân số Liên Hợp Quốc              | New York City, Mỹ | Natalia Kanem        | 1969      |                   |
| UN-HABITAT  | Chương trình Nhân cư Liên Hợp Quốc    | Nairobi, Kenya    | Maimunah Mohd Sharif | 1978      |                   |
| UNV         | Tình nguyện viên Liên Hợp Quốc        | Bonn, Đức         | Richard Dictus       | 1978      | Do UNDP quản lý   |

### Các viện nghiên cứu và đào tạo
Đại hội đồng đã thành lập nhiều viện nghiên cứu và đào tạo độc lập để thực hiện nghiên cứu và đào tạo. Một viện trước đây, Viện Nghiên cứu và Đào tạo Quốc tế vì Sự tiến bộ của Phụ nữ (INSTRAW), đã được sáp nhập với các cơ quan khác của Hệ thống Liên Hợp Quốc thành một tổ chức mới, UN Women, vào tháng 1 năm 2011.
- Viện Nghiên cứu Giải trừ Quân bị Liên Hợp Quốc (United Nations Institute for Disarmament Research - UNIDIR)
- Viện Đào tạo và Nghiên cứu Liên Hợp Quốc (United Nations Institute for Training and Research - UNITAR)
- Viện Nghiên cứu Tội phạm và Tư pháp Liên khu vực (United Nations Interregional Crime and Justice Research Institute - UNICRI)
- Viện Nghiên cứu Phát triển Xã hội Liên Hợp Quốc (United Nations Research Institute for Social Development - UNRISD)
- Trường Cao đẳng Nhân viên Hệ thống Liên Hợp Quốc (United Nations System Staff College - UNSSC)
- United Nations University (UNU)

### Ban thư ký hội nghị
- Công ước Quốc tế về Quyền của Người Khuyết tật, CRPD (Convention on the Rights of Persons with Disabilities)
- Công ước Liên Hợp Quốc về Chống Sa mạc hóa, UNCCD (United Nations Convention to Combat Desertification)
- Công ước khung Liên Hợp Quốc về Biến đổi Khí hậu, UNFCCC (United Nations Framework Convention on Climate Change)
- Công ước Liên Hợp Quốc về Luật biển, UNCLOS (United Nations Convention on the Law of the Sea) established bodies:
  - Cơ quan quản lý Đáy biển Quốc tế, ISA (International Seabed Authority)
  - Tòa án Quốc tế về Luật Biển, ITLOS (International Tribunal for the Law of the Sea)

- UNCRC - Công ước của Liên hợp quốc về Quyền Trẻ em

### Các tổ chức và cơ quan khác
- Chương trình Chung của Liên Hợp Quốc về HIV/AIDS (UNAIDS)
- Trung tâm Thương mại Quốc tế (ITC)
- Văn phòng Dịch vụ Dự án Liên Hợp Quốc (UNOPS)
- Hội nghị Liên Hợp Quốc về Thương mại và Phát triển (UNCTAD)

| Viết tắt | Tên                                                                                        | Trụ sở                           | Lãnh đạo               | Thành lập | Ghi chú |
| -------- | ------------------------------------------------------------------------------------------ | -------------------------------- | ---------------------- | --------- | --- |
| UNHCR    | Cao ủy Liên hợp quốc về người tị nạn                                                       | Geneva, Thụy sĩ                  | Filippo Grandi         | 1951      | |
| UNIFEM   | Quỹ Phát triển Phụ nữ của Liên hợp quốc                                                    | New York City, Mỹ                | Inés Alberdi           | 1976      | Sáp nhập với UN Women năm 2011 |
| UN WOMEN | Cơ quan Liên hợp quốc về Bình đẳng giới và Trao quyền cho Phụ nữ                           | New York City, Mỹ                | Phumzile Mlambo-Ngcuka | 2010      | Created by the merger of the Division for the Advancement of Women (DAW), the International Research and Training Institute for the Advancement of Women (INSTRAW), the Office of the Special Adviser on Gender Issues and Advancement of Women (OSAGI) and the United Nations Development Fund for Women (UNIFEM) |
| UNRWA    | Cơ quan Cứu trợ và Công trình của Liên hợp quốc dành cho Người tị nạn Palestine ở Cận Đông | Gaza, Palestine và Amman, Jordan | Philippe Lazzarini     | 1949      | |

Các cơ quan chuyên môn
Các cơ quan chuyên môn là các tổ chức tự chủ, hợp tác với Liên Hợp Quốc và với nhau thông qua bộ máy điều phối của Hội đồng Kinh tế và Xã hội và Hội đồng Điều phối của các Tổng Giám đốc Điều hành. Mỗi cơ quan đều được sáp nhập vào Hệ thống Liên Hợp Quốc thông qua một thỏa thuận với Liên Hợp Quốc theo Điều 57 của Hiến chương Liên Hợp Quốc (ngoại trừ ICSID và MIGA, cả hai đều thuộc World Bank Group).
- Food and Agriculture Organization (FAO)
- International Civil Aviation Organization (ICAO)
- International Fund for Agricultural Development (IFAD)
- International Labour Organization (ILO)
- International Maritime Organization (IMO)
- International Monetary Fund (IMF)
- International Telecommunication Union (ITU)
- United Nations Educational, Scientific and Cultural Organization (UNESCO)
- United Nations Industrial Development Organization (UNIDO)
- Universal Postal Union (UPU)
- World Bank Group (WBG)
  - International Bank for Reconstruction and Development (IBRD)
  - International Centre for Settlement of Investment Disputes (ICSID)
  - International Development Association (IDA)
  - International Finance Corporation (IFC)
  - Multilateral Investment Guarantee Agency (MIGA)
- World Health Organization (WHO)
- World Intellectual Property Organization (WIPO)
- World Meteorological Organization (WMO)
- United Nations World Tourism Organization (UN Tourism)
- International Refugee Organization (IRO); đã chấm dứt hoạt động vào năm 1952

## Các tổ chức liên quan
Một số tổ chức có mối quan hệ với Liên Hợp Quốc được xác định bởi một thỏa thuận khác với các thỏa thuận giữa các cơ quan chuyên môn và Liên Hợp Quốc, được thiết lập theo Điều 57 và 63 của Hiến chương Liên Hợp Quốc.

### Tổ chức Di trú Quốc tế(IOM)
Được thành lập năm 1951, IOM là tổ chức liên chính phủ hàng đầu trong lĩnh vực di cư và hợp tác chặt chẽ với các đối tác chính phủ, liên chính phủ và phi chính phủ. IOM hoạt động để giúp đảm bảo việc quản lý di cư một cách có trật tự và nhân đạo, thúc đẩy hợp tác quốc tế về các vấn đề di cư, hỗ trợ tìm kiếm các giải pháp thiết thực cho các vấn đề di cư và cung cấp hỗ trợ nhân đạo cho những người di cư gặp khó khăn, bao gồm người tị nạn và người di cư trong nước. Vào tháng 9 năm 2016, IOM đã gia nhập Hệ thống Liên Hợp Quốc với tư cách là một tổ chức liên quan trong hội nghị thượng đỉnh cấp cao của Đại hội đồng Liên Hợp Quốc nhằm giải quyết các vấn đề di cư lớn

### Ủy ban Chuẩn bị củaTổ chức Hiệp ước Cấm Thử Hạt nhân Toàn diện(CTBTO PrepCom)
CTBTO PrepCom báo cáo lên Đại hội đồng Liên Hợp Quốc.

### International Atomic Energy Agency(IAEA)
Mối quan hệ giữa IAEA và Liên Hợp Quốc được thiết lập theo một nghị quyết của Đại hội đồng Liên Hợp Quốc. Không giống như các cơ quan chuyên môn báo cáo lên ECOSOC, IAEA báo cáo lên cả Đại hội đồng và Hội đồng Bảo an. Giống như những người đứng đầu các cơ quan chuyên môn khác, các giám đốc điều hành của họ là một phần của Hội đồng Điều phối các Giám đốc Điều hành Hệ thống Liên Hợp Quốc (CEB).

### Organisation for the Prohibition of Chemical Weapons(OPCW)
OPCW không phải là một cơ quan của Liên Hợp Quốc, nhưng hợp tác cả về chính sách và các vấn đề thực tiễn. Vào ngày 7 tháng 9 năm 2000, OPCW và Liên Hợp Quốc đã ký một thỏa thuận hợp tác, nêu rõ cách thức phối hợp các hoạt động của họ. Theo thỏa thuận này, OPCW báo cáo lên Đại hội đồng Liên Hợp Quốc.

### World Trade Organization(WTO)
WTO không có thỏa thuận chính thức với Liên Hợp Quốc. Thay vào đó, mối quan hệ giữa hai bên được điều chỉnh thông qua trao đổi thư từ. Không giống như các cơ quan chuyên môn và IAEA, WTO không có nghĩa vụ báo cáo với bất kỳ cơ quan chính nào của Liên Hợp Quốc, nhưng có những đóng góp đặc biệt cho công việc của Đại hội đồng và ECOSOC. WTO có một ghế trong CEB.

## Hội đồng Điều hành và Nhóm Quản lý Cấp cao
Hội đồng Điều phối của các Tổng Giám đốc Điều hành Liên Hợp Quốc (CEB) thường xuyên tập hợp các lãnh đạo điều hành của các tổ chức thuộc Hệ thống Liên Hợp Quốc, dưới sự chủ trì của Tổng Thư ký Liên Hợp Quốc. CEB hướng tới việc tăng cường phối hợp và hợp tác về nhiều vấn đề nội dung và quản lý mà các tổ chức thuộc Hệ thống Liên Hợp Quốc đang phải đối mặt. Bên cạnh việc thường xuyên xem xét các vấn đề chính trị đương đại và các mối quan tâm lớn mà Hệ thống Liên Hợp Quốc đang phải đối mặt, CEB còn phê duyệt các tuyên bố chính sách thay mặt cho toàn bộ Hệ thống Liên Hợp Quốc. Ba ủy ban báo cáo lên CEB, cụ thể là Ủy ban Chương trình Cấp cao (HCLP), Ủy ban Quản lý Cấp cao (HCLM) và Nhóm Phát triển Liên Hợp Quốc (UNDG). Mỗi cơ quan này đều phát triển một bộ máy phụ trợ gồm các cơ quan thường xuyên và đặc biệt về các khía cạnh nội dung và quản lý của việc phối hợp liên ngành. Cơ cấu ủy ban được hỗ trợ bởi Ban thư ký CEB đặt tại New York và Geneva.
Ngoài ra còn có Nhóm Quản lý Cấp cao, bao gồm một số quan chức cấp cao trong Ban Thư ký và các quỹ và chương trình ở cấp Phó Tổng Thư ký và Trợ lý Tổng Thư ký, đóng vai trò là Nội các của Tổng Thư ký.

## Hệ thống chung của Liên Hợp Quốc
Liên Hợp Quốc, các cơ quan trực thuộc, mười ba cơ quan chuyên môn (ILO, FAO, UNESCO, WHO, ICAO, UPU, ITU, WMO, IMO, WIPO, IFAD, UNIDO và UNWTO), và một cơ quan liên quan (IAEA) là một phần của hệ thống chung của Liên Hợp Quốc (United Nations common system) về lương, phụ cấp và phúc lợi do Ủy ban Công vụ Quốc tế quản lý. Hầu hết, nhưng không phải tất cả, các thành viên của Hệ thống Liên Hợp Quốc đều là một phần của hệ thống chung; các thể chế Bretton Woods (ví dụ: Nhóm Ngân hàng Thế giới và IMF) là những ngoại lệ đáng chú ý. WTO sử dụng hệ thống chung của OECD. Hệ thống chung của Liên Hợp Quốc được thiết lập để ngăn chặn sự cạnh tranh giữa các tổ chức thuộc Hệ thống Liên Hợp Quốc về nhân sự và tạo điều kiện thuận lợi cho sự hợp tác và trao đổi giữa các tổ chức.
Một số tổ chức quốc tế không thuộc Hệ thống Liên Hợp Quốc (và do đó không phải là thành viên của hệ thống chung) nhưng tự nguyện tuân thủ toàn bộ hoặc một phần các chính sách của hệ thống chung bao gồm:
- Organization for Security and Co-operation in Europe (OSCE)[26]
- Organization of American States (OAS)[27]